# Kulturkampf
Kulturkampfⓘ (în traducere „Lupta culturală”) a fost politica înverșunată purtată de cancelarul german Otto von Bismarck pentru a aduce Biserica Catolică (din nou-fondatul imperiu german) sub controlul statului. Termenul a început să fie folosit din 1873, când omul de stat liberal și totodată om de știință prusac Rudolf Virchow (1821 - 1902) a declarat că "războiul cu romano-catolicii capătă forma unei lupte titanice în interesul umanității."
Statele mai mici sau mai mari care formau Sfântul Imperiu Roman de Națiune Germană au fost unificate în 1806  într-un stat federal comun numit "Imperiul German" sub conducerea regatului prusac, a cărui elită și populație era în majoritate protestantă, nou-creatul imperiu având el însuși de aceea, pe atunci, o majoritate de aproximativ două treimi dintre cetățeni de confesiune protestantă. 
Dorința protestanților de uniformizare confesională a statului s-a materializat prin politici prin care, în urma proclamării de către Vatican a infailibilității papale (1870), a fost interzisă preoților exprimarea opiniilor politice din amvon (devenită infracțiune penală), supunerea școlilor religioase unei riguroase inspecții de către agenți ai statului, izgonirea preoților catolici din școlile statului, desființarea ordinului religios al iezuiților, statul fiind responsabil din acest moment de educația religioasă și chiar de numirile în funcție ale ierarhiei bisericești. Căsătoria civilă a devenit obligatorie în întregul imperiu, iar diocezelor care au refuzat să se conformeze regulamentelor li s-a oprit finanțarea, preoții recalcitranți fiind exilați sau băgați în pușcării. S-au înregistrat confruntări între armată și populația catolică care se opunea arestării preoților din anumite comunități sau confiscării proprietăților bisericii de către stat. În această perioadă 1800 de preoți au fost băgați în închisori sau exilați și au fost confiscate proprietăți în valoare de 16 milioane de mărci.
Începând cu 1878 Bismarck realizează că prin măsurile de represiune a obținut exact rezultatul pe care nu-l dorea, anume întărirea partidului catolic (Zentrum) și înrădăcinarea unei mentalități a asediatului în comunitatea romano-catolică; având nevoie de sprijinul conservatorismului catolic în strădaniile lui de îndiguire a mareei roșii (odată cu industrializarea social-democrații deveneau din ce în ce mai puternici), el va aboli gradual cele mai excesive legi anti-catolice, ajungând finalmente la o înțelegere cu Vaticanul.